# Der Modelleisenbahner
Modelleisenbahner (heutige Schreibweise ModellEisenBahner) ist eine deutsche Zeitschrift zum Thema Eisenbahn und Modellbahn, die seit 1952 monatlich erscheint.
Die Zeitschrift wurde unter dem Titel Der Modelleisenbahner ab 1952 im transpress Verlag für Verkehrswesen, Ost-Berlin, als „Fachzeitschrift für den Modelleisenbahnbau und alle Freunde der Eisenbahn“ in der DDR herausgegeben. Seit Mitte 1982 heißt die Zeitschrift nur noch Modelleisenbahner. Ab 1990 erschien die Zeitschrift in der T & M Verlags-Gesellschaft. 1992 wurde die Zeitschrift mit der Bahn-Welt des Münchner Geranova-Verlages zusammengelegt. Dadurch kam man schnell zu einem westdeutschen Leserstamm. Über den Verlag Pietsch und Scholten (1996–1999) kam die Zeitschrift zur Verlagsgruppe Bahn. Seit 2006 war das Magazin Bestandteil der Verlagsgruppe Bahn, die Redaktion war ab 2010 in Fürstenfeldbruck ansässig. Von 1998 bis 2014 war Dr. Karlheinz Haucke Chefredakteur des Modelleisenbahner, seither zeichnet Stefan Alkofer für die Zeitschrift verantwortlich. Seit 2020 gehört der Modelleisenbahner zusammen mit der Verlagsgruppe Bahn zum Verlagshaus Geranova-Bruckmann, der Sitz der Redaktion befindet sich nun in München.
Das monatlich erscheinende Magazin stellt Neuigkeiten im Bahnverkehr sowie interessante Bahnstrecken vor, informiert über Neuigkeiten der Modellbahnhersteller, stellt Modellbahnanlagen vor und zeigt Tipps und Tricks. Eisenbahngeschichte und Schienenverkehrstechnik werden ebenso gewürdigt. Merkmal einer jeden Ausgabe ist, dass ein bestimmtes Thema im Rahmen einer größeren Titelgeschichte ausführlich behandelt wird. Zusammen mit der Zeitschrift MIBA wird einmal im Jahr der Preis „Das Goldene Gleis“ an Modellbahnproduzenten verliehen.